# Wiesław Weiss
Wiesław Weiss (ur. 24 marca 1956 w Warszawie) – polski dziennikarz muzyczny i pisarz.

## Działalność muzyczna
Debiutował w 1976 roku artykułem o zespole Queen. Do końca lat 70. współpracował z miesięcznikiem Jazz, przemianowanym później na Magazyn Muzyczny.
Jest współzałożycielem i redaktorem naczelnym miesięczników Tylko Rock (1991-2002) i Teraz Rock (od 2003).
Opracował kilka pozycji książkowych dotyczących muzyki rockowej. Jego największym dziełem jest encyklopedia, która ukazała się w 1990 w wersji jednotomowej (uzupełnionej w 1994 przez drugą część z pominiętymi artystami), a od 2000 publikowana była wersja wielotomowa, z której do 2009 ukazały się dwa początkowe tomy. Wydał też trzy książki poświęcone muzyce i muzykom grupy Pink Floyd.

## Publikacje
- Rock. Encyklopedia (1991; współautor: Roman Rogowiecki)
- Rock. Encyklopedia 2 (1994)
- Pink Floyd. Szyderczy śmiech i krzyk rozpaczy (1995)
- Sztuka rebelii: Rozmowy ze świętymi i grzesznikami rocka (1997; zbiór wywiadów)
- Gry wojenne – o wszystkich solowych utworach Rogera Watersa (2002)
- Wielka rock encyklopedia Tom I A-E (2000)
- O krowach, świniach, robakach oraz wszystkich utworach Pink Floyd (2006)
- Wielka rock encyklopedia Tom II F-K (2007)
- The Police. Spacerując po Księżycu (2008)
- Kult. Biała księga, czyli wszystko o wszystkich piosenkach (2009)
- 33 x Trójka - Program Trzeci Polskiego Radia w 33 odsłonach (2012)[2]
- Pink Floyd. O krowach, świniach, małpach, robakach oraz wszystkich utworach Pink Floyd i Rogera Watersa (2015)
- Biała wódka, czarny ptak (2016)
- Tomek Beksiński. Portret prawdziwy (2016)
- Kazik. Biała księga (2017)
- Kult. Biała księga (2017; uzupełnione wydanie)